# Amytta kilimandjarica
Amytta kilimandjarica är en insektsart som beskrevs av Hemp, C. 2001. Amytta kilimandjarica ingår i släktet Amytta och familjen vårtbitare. Inga underarter finns listade i Catalogue of Life.